# Баташов, Константин Константинович
Константин Константинович Баташо́в (р. 1938) — композитор, музыкальный педагог. Заслуженный деятель искусств Российской Федерации (1999).

## Биография
Родился в Баку 6 июля 1938 года в семье Народного артиста Азербайджанской ССР Константина Николаевича Баташо́́ва (31 января 1918—?) — советского танцовщика, балетмейстера, педагога, ведущего солиста Театра оперы и балета им. М.Ф. Ахундова.

1947—1957 — музыкальная школа при БОДО («Доме офицеров») города Баку (педагог — Т. Л. Мелик-Пашаева).
1956—1958 — АзГК (композиторский факультет, класс Д. И. Гаджиева)
1959—1962 — перевёлся в МГК имени П. И. Чайковского. Класс композиции профессора Е. К. Голубева
Во время обучения получал повышенные и именные стипендии. Консерваторию окончил с отличием.
1965 — с отличием окончил аспирантуру. Член СК СССР (1965).

## Педагогическая деятельность
C 1962 — преподает сочинение в Мерзляковском училище
C 1963 (перерыв 1967—1971)  — преподаёт на композиторском отделении (с 1997 года — композиторский факультет) Московской консерватории (курс «Полифонии и анализа музыкальной формы», с 1972 года  — курс сочинения).
С 1988 года — доцент; с 1993 года — профессор Московской консерватории.
Выпустил свыше 60 композиторов — студентов консерватории и аспирантов. Среди учеников В. Грачев, И. М. Красильников, М.Коллонтай, А.Кобляков, А. Раскатов, К. Уманский.

## Сочинения
- Симфония № 1 (1962)
- Опера-оратория "Песни каторги и бунта" (1963)
- Концерт для скрипки с оркестром (1964)
- Балетная сюита (1965)
- Балет "Первые грозы" (1969)
- Камерный концерт для девяти инструментов "Памяти И. Ф. Стравинского" (1971)[3]
- Сюита № 2 для фагота и фортепиано (1975)
- Симфония № 2 "Киевская" (1982)
- Вокальный цикл на слова Махтумкули для баритона и фортепиано (1983)
- Концерт для хора "Чепуха" (1989)
- Сочинения для различных инструментов и инструментальных ансамблей (концертных и педагогических)
- Музыка к кинофильмам и телеспектаклям:
  - 1967 — Пока гром не грянет (короткометражный)
  - 1970 — Соло (короткометражный)
  - 1980 — На берегу большой реки
  - 1986 — От зарплаты до зарплаты